# Tüköry Lajos

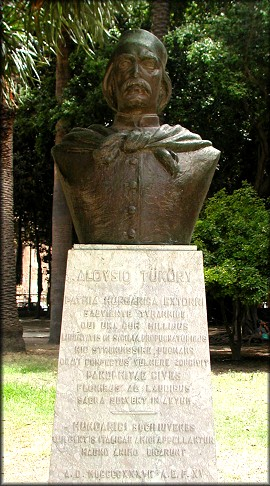
Tüköry mellszobra a palermói Garibaldi-kertben. Boldogfai Farkas Sándor 1937-ben felavatott alkotása

Tüköry Lajos, született: Spigel (Körösladány, 1830. szeptember 9. – Palermo, 1860. június 6.) magyar katona.

## Családja
Édesapja, Tüköry (Spigel) Ferenc (1803–1839) a fáspusztai Wenckheim-birtokon gazdasági intézőként megszervezte a lótenyésztést, anyja Domanek Terézia. Ez a kor volt az, amikor Széchenyi István a lótenyésztés fejlesztését szorgalmazta. Tüköry Ferenc 1829. október 25-én kötött házasságot Domanek Teréziával (1808–1881). Lakóházuk Körösladányban, a mai Tüköry Lajos utca 11. szám alatt állott. Ez volt az intézői lakás. Itt született első gyermekként Lajos fiuk, 1830. szeptember 9-én.
1839. március 20-án 36 éves korában meghalt az édesapja. Édesanyja hamarosan másodszor is férjhez ment, Schambach Károly néptanítóhoz.

### Az 1848–49-es években
Az 1848–49-es forradalom és szabadságharc eseményeinek hatására ezen a területen egy ezer emberből álló zászlóaljat alakítottak ki. Ebbe az első békési zászlóaljba került Tüköry Lajos is. A 18 éves Tüköryt hamarosan őrmesterré léptették elő. Az egyre súlyosabbá váló helyzetre való tekintettel népfelkelést rendeltek el, és a békésiekből álló harmadik honvéd zászlóalj katonáit ezek között osztották szét. Így került Tüköry Lajos az 55. zászlóaljhoz, amely az erdélyi harcokban szép sikereket ért el. Itt léptették elő hadnaggyá, majd főhadnaggyá.

### Világos után
A világosi fegyverletétel után Tüköry is belépett a török hadseregbe kétszázötven közlegény és 74 tiszt társaságában. A krími háborúban tanúsított hősiességéért őrnagyi rendfokozatot kapott.
Az 1859-es olasz–osztrák háború idején Kossuth Lajos alkalmasnak vélte a helyzetet arra, hogy Itáliában magyar légiót szervezzenek Ausztria ellen. Ehhez csatlakozott Tüköry is, de a közben megkötött béke után az alig megalakult magyar légiót leszerelték.
1860-ban Tüköry Lajos csatlakozott Garibaldihoz és a palermói felkeléshez. Itt megsebesült, a térdét roncsolta szét egy golyó, emiatt amputálást végeztek rajta, de életét mégsem tudták megmenteni. 1860. június 6-án meghalt. Temetésén maga Garibaldi tábornok mondott beszédet.

## Emlékezete
Emléke Olaszországban, ezen belül Szicíliában elevenen él mind a mai napig. Palermo egyik főútvonalát róla nevezték el (Corso Tuköry), a Tüköry-laktanya falán magyar és olasz nyelvű márványtáblája van, és a Giardino Garibaldiban (Garibaldi-kert) 1937-ben felavatott szobor őrzi emlékét, amely Boldogfai Farkas Sándor szobrászművész alkotása.
Szülőhelyén, Körösladányban emlékét utca őrzi, s a Wenckheim-kastély előtt mellszobrot állítottak neki.
Budapest Belvárosában a korábban a családja után elnevezett (akiknek az egykori birtokán átvezetett) Spiegel (majd szó szerinti fordításban Tükör) utca vette fel a Tüköry utca nevet.